# Giuseppe Flaiani
Giuseppe Nicola Luigi Flajani, conosciuto come Giuseppe, (Ancarano, 1741 – Roma, 1808) è stato un anatomista italiano.
Archiatra di Pio VI, è ricordato principalmente per i contributi sulla malattia di Flaiani-Basedow-Graves.

## Biografia
Terzogenito dei dieci figli di Domenico Flajani e Monica Castagneti, nasce ad Ancarano (allora dominio dei vescovi ascolani) il 4 luglio del 1739.
I suoi genitori, come risulta dal libro dei matrimoni della Parrocchia S.Maria della Pace, si sposarono giovedì 14 dicembre 1735: Domenico Flajani risulta oriundo de Giulianova nel Regno di Napoli mentre Monica Castagneti è di Ancarano ma di padre ascolano ovvero di Dominicus Castagnetis, e dell’ancaranese, Zita Maria Bracchini convolati a nozze lunedì 9 luglio 1708.
L’anno di nascita di Flajani è stato più volte riportato in modo errato fino a quando, proprio un suo collega, il medico condotto e storico di Ancarano, Francesco Rampini, un secolo dopo la sua morte, iniziò a documentarsi e, con l’aiuto dei libri di battesimo e di matrimonio conservati in parrocchia, riuscì persino a tracciare un albero genealogico della famiglia Flajani. In questo modo Rampini ci ha lasciato, insieme all’esatta data di nascita del chirurgo ancaranese, anche alcune notizie sui genitori e, più in generale, sulla famiglia Flajani - Castagneti.
Frutto di diverse ipotesi è stato anche il luogo di nascita. Flajani, secondo alcuni biografi hanno dato i natali in un luogo sconosciuto come un “oscuro villaggio dell’agro romano” oppure in una possibile Ascoli Piceno per toccare anche Firenze anche se, l’illustre medico ha visto la luce nel piccolo castello di Ancarano nella casa al n.1 di quella che una volta era denominata via S.Egidio e che oggi è indicata con il suo nome.
Nella "Biblioteca Picena o sia Notizie Istoriche delle opere e degli scrittori piceni" si legge: "…nato l’anno 1741 di civile ed onesti genitori nella terra di Ancarano, diocesi di Ascoli, ha ogni diritto di entrare nel novero degli Scrittori Piceni, come quegli, che ha recato, e tuttavia reca notabili vantaggi alla scienza medico – chirurgica". La stessa imprecisione dell’anno di nascita è ripetuta negli “Annali Universali di Medicina” compilati da Annibale Omodei (1823) ma anche nelle “Memorie intorno i Letterati e gli Artisti della città di Ascoli nel Piceno” di Giacinto Cantalamessa Carboni (1830).
“… Dopo aver egli atteso in patria agli studj elementari, fu mandato nella detta città di Ascoli, dove colla bontà dell’ingegno, e colla più assidua applicazione s’inoltrò nelle lettere, e nelle istituzioni filosofiche. Pervenuto poi all’anno diciassettesimo dell’età sua, andandosene a Roma, e quivi per un intero biennio frequentò non senza profitto le scuole dell’Archiginnasio (Sapienza), con intendimento di procacciarsi le cognizioni teoretiche della medicina, e quindi aprirsi al strada alle pratiche, ed appagare in tal modo l’innato scientifico suo genio …”.
Con queste poche righe biografiche, la “Biblioteca Picena o sia Notizie Istoriche delle opere e degli scrittori piceni”  riassume i primi vent’anni di vita dell’ancaranese Flajani che nel 1761, alla Sapienza, ottiene la Laurea in Medicina e Chirurgia e Filosofia.
Nel 1769 fu nominato Chirurgo sostituto dell’Arcispedale di S.Spirito in Sassia e nel 1771 fu incaricato di organizzare il Museo Anatomico e patologico per meglio istruire gli allievi e l’anno successivo ebbe la nomina di Chirurgo primario e Lettore delle operazioni chirurgiche. Flajani era così conosciuto che molte Accademie italiane e straniere lo annoverarono quale loro socio. Il chirurgo ancaranese passerà alla storia per i suoi studi sul gozzo, sulle fratture, sull’anatomia ma anche per gli scritti tanto da essere annoverato fra i pionieri del giornalismo medico italiano.
Nel 1775, papa Pio VI scelse Giuseppe Flajani quale suo medico personale e del Conclave (Archiatra pontificio).
Francesco Rampini ricostruisce quindi la vita e gli studi di Giuseppe Flajani e, tra il 1927 e il 1928, ne confezionerà articoli da pubblicare su diverse riviste specializzate, sul quotidiano romano La Tribuna, fino a raccogliere tutto il materiale negli opuscoli  “La vita e le opere del chirurgo Giuseppe Flajani” e “Figure dal passato: Giuseppe Flajani di Ancarano e del figlio Gaetano” – Teramo 1932.
Rampini non si sofferma in modo particolare sull’opera del primogenito, Alessandro, anche lui medico, neuropsichiatria, che morirà giovane mentre esercitava la professione a Spoleto e dopo un periodo di lavoro al S.Maria della Pietà (1811-1824) ospedale riservato all’internamento di persone con problemi psichici.
Giuseppe Flajani morirà a Roma il 1 agosto del 1808, all’età di 69 anni a causa di una malattia ai polmoni che lo aveva da tempo indebolito. Viene sepolto nella Basilica di Santa Maria in Via Lata dove, scrive Francesco Rampini già nei primi anni del 1900 : “Nessun ricordo del Flaiani ho rinvenuto in quella Chiesa”.

## Famiglia
Giuseppe Flajani ebbe quattro figli ma solo due di loro, Alessandro e Gaetano, si dedicheranno agli studi e alla professione medica. Della figlia femmina non si trova scritto nulla mentre dell’altro figlio maschio, il secondo, si sa solo che preferì il commercio alla scienza.
Alessandro fu fatto viaggiare in Europa dal padre Giuseppe per poter approfondire gli studi medici, in particolare psichiatrici, prima di essere nominato responsabile dell’Ospedale Santa Maria della Pietà nel 1812.
Di lui nel II volume edito nel 1994 dalla Provincia di Roma “L’Ospedale dei Pazzi di Roma dai Papi al ‘900” si legge” ... Alessandro Flajani era una figura di statura europea, aveva compiuto un lungo viaggio presso vari paesi, osservando gli ospedali e pubblicando le sue osservazioni nel 1807; e dirigeva e curava la pubblicazione del “Giornale medico di Roma” (1808-1819 ndr), che forniva un vasto panorama del dibattito scientifico europeo. Flajani già nel suo libro, si mostrava informato ed aperto alla cultura internazionale, animato da spirito scientifico, aveva una visione laica e moderna della follia e propugnava l’osservazione sistematica come lo strumento essenziale del medico ... fu sollevato presumibilmente nel 1817 ... forse morto giovane, nei primi anni venti a Spoleto, dove gli sarebbe stato offerto un posto di medico, da parte della cittadinanza”.
La sua opera all’interno del Santa Maria della Pietà viene sempre più rivalutata in particolare per quel che riguarda il metodo di lavoro usato che a quel tempo forse non fu del tutto apprezzato. A lui si deve la formazione dei primi elenchi dei ricoverati, dove, oltre agli aspetti anagrafici, Alessandro, annota per ogni paziente l’osservazione metodica del malato in modo da ricostruirne il percorso della malattia. Sulla scia di informazioni acquisite in Francia, suddivide i malati psichici in ‘curabili’ ed ‘incurabili’ e cataloga l’epilessia come malattia estranea alla pazzia.
Gaetano, invece, ebbe miglior fortuna in campo medico. A lui furono affidati gran parte degli incarichi che il padre Giuseppe aveva svolto nell’ospedale S.Spirito in Sassia compreso quello di direttore del Museo Anatomico di S.Spirito che lo stesso Giuseppe aveva creato su incarico di mons. Giudi e che in quel periodo risultava essere il più grande museo anatomico d’Europa.
L’intera collezione, è unica del suo genere, formata da una ricca documentazione riguardante l’arte chirurgica, ostetrica e farmaceutica. L’importanza rivestita per l’Arcispedale di S. Spirito in Sassia da parte di Giuseppe e di suo figlio Gaetano è testimoniata dalla presenza nel Museo dei ritratti di entrambi e del busto in marmo del genitore. Flajani padre ha lasciato un campionario di preparati anatomo - patologici a secco e in formalina ed una raccolta di deformità congenite oltre una collezione di cere anche se molto altro materiale non è stato più ritrovato dopo la Mostra retrospettiva di Arte e Curiosità che si tenne a Roma nel 1911 e dove fu esposta buona parte della collezione. Giuseppe Flajani per primo collegò due sintomi quello del gozzo con la tachicardia esponendo la sua teoria in una pubblicazione.
Le pubblicazioni dovevano essere un suo particolare vanto tanto che alla sua morte la Biblioteca privata contava otto mila volumi non solo legati alla professione medica ma ad ogni ramo della letteratura compreso dei preziosi inediti

## Curiosità
È anche passato alla storia per un fatto di cronaca nera. Nicola Giuseppe degli Hugon di Abbeville conosciuto come Ugo Basville fu pugnalato sul portone del Console francese in Vaticano, il 13 gennaio 1793. Alle cinque del pomeriggio fu chiamato Flajani per visitarlo riscontrando un’ampia ferita nella regione iliaca del sinistro lato, di figura irregolare per dilatazioni fatte dal dott. Bussan onde ridurre l’intestino ileo fuoriuscito: l’ammalato aveva vomito, e le intestina erano state coperte con un fomento. Flajani lo operò ma il paziente morì 24 ore dopo perché il suo intervento si era rivelato tardivo.
(http://www.comune.ancarano.te.it/c067002/zf/index.php/servizi-aggiuntivi/index/index/idtesto/20)
I pochi discendenti di Giuseppe Flajani risiedono ancora oggi tra Giulianova, l'Ascolano e la Val Vibrata.